# 基罗·格利戈罗夫
基罗·格利戈罗夫（1917年5月3日—2012年1月1日），马其顿共和国政治家，马其顿独立后首任总统（1991年至1999年在位）。
格利戈罗夫出生于什蒂普，1941年开始参加反对德国占领军的游击活动，并在二战结束后参与组建南斯拉夫联邦下的马其顿社会主义共和国。1970年代，格利戈罗夫曾代表马其顿参加南斯拉夫社会主义联邦共和国主席团。
南斯拉夫解体后，格利戈罗夫于1991年当选马其顿总统，1994年获得连任。1995年，他在斯科普里遭到汽车炸弹袭击，司机当场身亡，他本人也受到重伤，失去了一只眼睛。
2012年1月1日凌晨，格利戈罗夫在睡夢中逝世，享年95岁（满94岁）。逝世後被安葬在史高比耶布泰尔市镇。